# ملانی هیل
ملانی هیل (به انگلیسی: Melanie Hill) (زاده ۱۱ ژانویهٔ ۱۹۶۲) بازیگر انگلیسی است.
از فیلم‌های معروف او می‌توان به بازی در فیلم غبار ستاره، قطار بی‌رحم، وقتی شنبه می‌آید و ان‌سی‌اس: تعقیب اشاره کرد.